# Maurice Millière
Maurice Millière, né au Havre le 12 décembre 1871 et mort à Yport le 5 avril 1946, est un artiste peintre, illustrateur et lithographe français. Il est l'un des inventeurs de la « petite femme de Millière, une Parisienne souriante ».

## Biographie
Maurice Georges Louis Millière voit le jour au Havre en 1871. Il est issu d'un milieu populaire havrais, son père était employé de commerce pour un négociant.
Millière commence par étudier la peinture à l'école des beaux-arts du Havre. Il est à Paris à partir de 1889 et entre aux l'Arts décoratifs et fréquente aussi certains ateliers des Beaux-Arts de Paris.
Ses premiers travaux graphiques remarquables sont des affiches et des partitions pour, entre autres, la société Le Boulch ou Le Divan japonais (1899).
À partir de 1917, il publie de grandes quantités de représentations de femmes en petite tenue : d'abord dans Fantasio (1917), puis Bagatelles, La Vie parisienne, Le Frou-frou, Le Sourire, le Gai-Paris, etc.
Fin 1920, il rejoint la République de Montmartre, une association caritative.
Contemporaines de celles de Louis Icart, ses « petites femmes » vont connaître un gros succès en dehors de la France : durant les années 1920, des périodiques américains réimpriment ses créations, ainsi que celles de Suzanne Meunier ou Georges Léonnec, autres dessinateurs de figures féminines, associées alors au « Gai Paris », autrement dit au quartier de Montmartre et à ses nombreux cabarets. Les petites femmes de Millière sont une source d'inspiration pour Alberto Vargas et Enoch Bolles, préfigurateurs du « style pin-up ».
Ces femmes sont également déclinées sur des cartes postales, des affiches, des menus, etc. Une partie de cette production, certes érotique, est consacrée à des représentations beaucoup plus osées et donc commercialisées de façon discrète : il s'agit d'aquarelles déclinant des femmes dominatrices, s'adonnant à la flagellation, qui eurent du succès en Angleterre.
Il séjourne aux Antilles où il dessine et peint des tableaux, notamment de femmes antillaises. Plusieurs de ces œuvres ont été exposées aux salons de la Société Nationale des Artistes français et de la Société Coloniale des Artistes français. Il illustre un ouvrage qui parait en 1929 Madinina "Reine des Antilles" : étude de mœurs martiniquaises. En août 1930, il est nommé chevalier de la Légion d'honneur au titre colonial.
L'année suivante, il expose ses toiles au Salon des artistes français, et ses dessins au Salon des humoristes.
Il avait ouvert un cours de peinture et de dessin à Neuilly-sur-Seine.

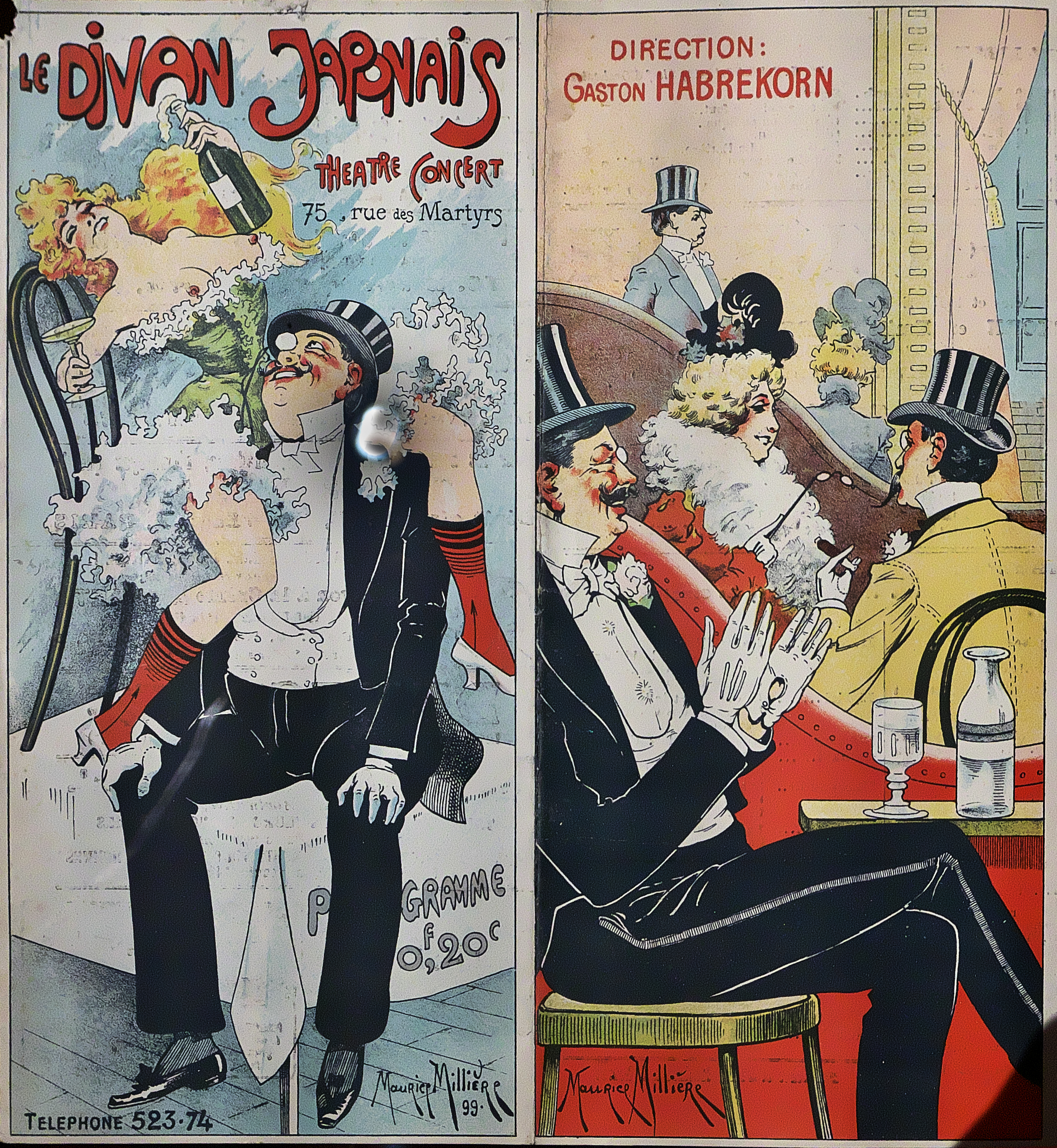
Affiches pour Le Divan japonais.

Il meurt le 5 avril 1946 à Yport.

## Ouvrages illustrés
- Hymen revue, Versailles, 1898.
- Michel Corday, les Mésaventures d'un monoglotte, Paris, Berlitz, 1910.
- Maurice Vaucaire, Mimi du Conservatoire, coll. In Extenso, Paris, La Renaissance du livre, 1917.
- André Poulain, Les Jaunets du Pé Malandain, préfacé par Raoul Binet, Paris, Guillemot et de Lamotte, 1938.
- Dufourgère William, illustré par Maurice Millière, Madinina "Reine des Antilles" : étude de mœurs martiniquaises, Paris, Berger-Levrault, 1929[8],[9].
- Maurice Millière, Cravache et fanfreluches, Nanterre, Éditions Déesse, 1978.
- Gyp, L'Âge du mufle, coll. In Extenso, Paris, La Renaissance du livre, s.d.
- René Le Cœur, Lili, coll. In Extenso, Paris, La Renaissance du livre, s.d.